# Carmen (film, 1926)
Pour les articles homonymes, voir Carmen (film).
Pour plus de détails, voir Fiche technique et Distribution.
Carmen est un film muet français réalisé par Jacques Feyder, sorti en 1926.

## Synopsis
Un jeune brigadier, don José, tombe amoureux d'une gitane, Carmen. Par passion, il déserte, mène une vie de contrebandier et va jusqu'à tuer Garcia le Borgne, le compagnon de Carmen, dont il devient le nouvel amant. Mais Carmen lui est infidèle, et il la tue lorsqu'elle le quitte pour vivre avec Lucas, un toréador.

## Fiche technique
- Titre : Carmen
- Réalisation : Jacques Feyder
- Assistants réalisateurs : Charles Barrois, Charles Spaak et Luis Buñuel
- Scénario et adaptation : Jacques Feyder, d'après la nouvelle Carmen de Prosper Mérimée
- Musique : Ernesto Halffter
- Photographie : Maurice Desfassiaux (en), Paul Parguel et Roger Forster
- Montage : Jacques Feyder et Henriette Caire
- Décors : Lazare Meerson
- Costumes : Vassili Choukhaeff et Jeanne Lanvin
- Société de production : Albatros Films
- Société de distribution : Films Armor
- Pays de production : France
- Format : Noir et blanc — 35 mm — 1,33:1 — Son : Mono
- Genre : Film dramatique
- Durée : 163 minutes
- Date de sortie : 5 novembre 1926
- Affiche : Jean-Adrien Mercier

## Distribution
- Raquel Meller : Carmen
- Fred Louis Lerch : don José
- Gaston Modot : Garcia le Borgne
- Andrée Canti : la mère de don José
- Victor Vina : le Doncaïre
- Jean Murat : le lieutenant
- Charles Barrois : Lillas Pastia
- Guerrero de Xandoval : Lucas
- Raymond Guérin-Catelain : l'officier espagnol
- Roy Wood : l'officier anglais
- Pedro de Hidalgo : Remendado
- Luis Buñuel : un contrebandier
- Joaquim Peindo : un guitariste
- Hernando Viñes : un guitariste
- Georges Lampin
- André Cerf : le fils de Pastia

## Autour du film
- Une reprise de ce film est sortie en France en :
  - 1945 : Carmen de Christian-Jaque avec Viviane Romance et Jean Marais